# Kira Lewis Jr.
Kira Aundrea Lewis Jr., né le 6 avril 2001 à Meridianville dans l'Alabama, est un joueur américain de basket-ball évoluant au poste de meneur.

## Biographie

### Carrière universitaire
Il passe deux saisons à l'université avec le Crimson Tide de l'Alabama avant de se présenter à la draft 2020 où il est attendu parmi les vingt premiers choix.

### Carrière professionnelle

#### Pelicans de La Nouvelle-Orléans (2020-janvier 2024)
Lors de la draft 2020, il est choisi en 13e position par les Pelicans de La Nouvelle-Orléans.
En décembre 2021, Lewis se rompt le ligament croisé antérieur du genou droit. Il ne rejoue pas de la saison.

#### Raptors de Toronto (janvier-février 2024)
Le 17 janvier 2024, il est transféré aux Raptors de Toronto avec Bruce Brown et Jordan Nwora, joueurs des Pacers de l'Indiana, contre Pascal Siakam.

#### Jazz de l'Utah (février-avril 2024)
En février 2024, avec Otto Porter, il est transféré au Jazz de l'Utah contre Kelly Olynyk et Ochai Agbaji.

## Palmarès

### Universitaire
- First-team All-SEC (2020)
- SEC All-Freshman Team (2019)

## Statistiques

### Universitaires
Les statistiques de Kira Lewis Jr. en matchs universitaires sont les suivantes :
| Saison    | Équipe  | Matchs | Titul. | Min./m | % Tir | % 3pts | % LF | Rbds/m. | Pass/m. | Int/m. | Ctr/m. | Pts/m. |
| --------- | ------- | ------ | ------ | ------ | ----- | ------ | ---- | ------- | ------- | ------ | ------ | ------ |
| 2018-2019 | Alabama | 34     | 34     | 31,6   | 43,3  | 35,8   | 78,3 | 2,60    | 2,90    | 0,80   | 0,30   | 13,50  |
| 2019-2020 | Alabama | 31     | 31     | 37,6   | 45,9  | 36,6   | 80,2 | 4,80    | 5,20    | 1,80   | 0,60   | 18,50  |
| Total     | Total   | 65     | 65     | 34,5   | 44,7  | 36,2   | 79,3 | 3,60    | 4,00    | 1,30   | 0,40   | 15,90  |

### Professionnelles

#### Saison régulière
| Saison    | Équipe              | Matchs | Titul. | Min./m | % Tir | % 3pts | % LF | Rbds/m. | Pass/m. | Int/m. | Ctr/m. | Pts/m. |
| --------- | ------------------- | ------ | ------ | ------ | ----- | ------ | ---- | ------- | ------- | ------ | ------ | ------ |
| 2020-2021 | La Nouvelle-Orléans | 54     | 0      | 16,7   | 38,6  | 33,3   | 84,3 | 1,31    | 2,30    | 0,70   | 0,19   | 6,35   |
| 2021-2022 | La Nouvelle-Orléans | 24     | 0      | 14,2   | 40,4  | 22,4   | 83,3 | 1,62    | 2,04    | 0,46   | 0,04   | 5,88   |
| Carrière  | Carrière            | 78     | 0      | 16,0   | 39,1  | 29,8   | 84,1 | 1,41    | 2,22    | 0,63   | 0,14   | 6,21   |